# Eduardo Rodríguez Martín
Eduardo Rodríguez Marín (Madrid, 26 de febrer de 1974) és un exfutbolista espanyol que jugà de davanter.
Va debutar en primera divisió a la temporada 95/96, tot jugant nou partits amb el Rayo Vallecano, i marcant un gol.
Sense continuïtat a l'equip madrileny, el davanter va prosseguir la seua carrera per equips de Segona B i Tercera, com és el cas del CP Cacereño, CD Baza, Avilés Industrial, UD Mérida i Imperio de Mérida.